# Homalosilpha arcifera
Homalosilpha arcifera es una especie de cucaracha del género Homalosilpha, familia Blattidae, orden Blattodea.

## Distribución
Se distribuye por Asia: China y Vietnam.

## Taxonomía
Fue descrita por Bei-Bienko en 1969 y publicada en Bei-Bienko. 1969. New genera and species of cockroaches (Blattoptera) from tropical and subtropical Asia. Entom. Obozr. 48(4):831-862.